# Hecticoceras bonarellii
Hecticoceras bonarellii ist eine Art der Ammoniten (Ammonoidea) aus dem Jura. Die Tiere verfügten als Makroconchen über ein weitnabeliges Gehäuse mit starker Berippung und einfacher Mündung, als Mikroconchen über blasenförmige Tuberkeln auf den Flankeninnenseiten. Der Maximaldurchmesser der Art betrug rund 6 cm. Die bekannte Verbreitung erstreckte sich über das Gebiet Westeuropas, das damals von einem Nebenmeer der Tethys bedeckt wurde. Erstbeschrieben wurde die Art 1898 von Perceval de Loriol.

## Merkmale
Hecticoceras bonarellii wies am Makroconch ein leicht weitnabeliges Gehäuse auf, das dicke Windungen und eine relativ starke Berippung besaß, seine Flanken waren abgeplattet. Bis zu einem Durchmesser von 15 mm weist das Gehäuse eine glatte Schale auf, bevor sich allmählich Sichelrippen bilden. Die gerundeten Rippen zeigen zum Außenbug hin eine keulenartige Verdickung. Die Sekundärrippen verschwinden in Richtung des scharfen Kiels der Externseite des Gehäuses. Die Makroconch-Mündung ist von simpler Gestalt. Mit 40 mm Gesamtdurchmesser waren die Tiere wahrscheinlich ausgewachsen. Der Mikroconch der Art war stärker weitnabelig, hochmündig und mit Mündungsohren versehen, auch er besaß abgeplattete Flanken. Ab 15–20 mm entwickelt die Schale leicht geschwungene Sichelrippen. Die Primärrippen waren teilweise auf die für die Untergattung typischen, runden Tuberkeln geformt, bei anderen auf der Innenflanke der ansonsten glatten Flanken ausgebildet. Gelegentlich besaßen Mikroconchen auch Sekundärrippen auf der Wohnkammer, die relativ grob ausfiel. Mit 26 mm Gesamtdurchmesser waren sie wahrscheinlich ausgewachsen.

## Stratigraphie
Hecticoceras bonarellii kommt in der mariae-Zone des europäischen Oxfordiums vor. Besonders häufig ist es dort in der scarburgense-Subzone, es findet sich aber auch in der praecordatum-Subzone. Die Verbreitung erstreckte sich über das Gebiet des westlichen heutigen Europas.

## Taxonomie
Die Art wurde 1898 von Perceval de Loriol aus dem Oxfordium nahe Châtillon JU erstbeschrieben, den Mikroconch beschrieb de Loriol unter dem Namen „H. matheyi“. Das Artepitheton ehrt den Paläontologen Guido Bonarelli.  Hecticoceras bonatellii wird innerhalb von Hecticoceras in die Untergattung Putealiceras gestellt. Die Vertreter dieser Gruppe zeichnen sich durch dicke Windungen und starke Berippung an den Makroconchen, Tuberkeln auf den Mikroconchen sowie eine gekielte Externseite aus.